# Emil Hoffmann (Architekt)
Emil Hoffmann (* 15. März 1845 in Gollantsch, Provinz Posen; † 3. Januar 1901 in Berlin) war ein deutscher Architekt, preußischer Baubeamter und Hochschullehrer.
Nach dem Besuch des Gymnasiums in Gollantsch studierte er an der Berliner Bauakademie und absolvierte 1872 die „Bauführer-Prüfung“ (1. Staatsexamen). Es folgte ein Referendariat im staatlichen Bauwesen. Erst fast zwei Jahrzehnte später  legte er 1891 das „Baumeister-Examen“ (2. Staatsexamen) ab und war danach im Technischen Büro der Hochbauabteilung beim preußischen Ministerium der öffentlichen Arbeiten in Berlin tätig. Auf Reisen  durch Süddeutschland und Italien in den Jahren 1893 und 1894 fertigte er hunderte von Zeichnungen an. Vom 1. Oktober 1895 bis zu seinem Tod unterrichtete er zunächst als Privatdozent, ab 1898 mit dem Prädikat „Professor“ im Fach Architektonische Formenlehre für Bauingenieure in der Abteilung II für Bauingenieurwesen der Technischen Hochschule (Berlin-)Charlottenburg.
Nach seinem Entwurf ausgeführte Bauten sind nicht bekannt.